# Przetwornik elektroakustyczny
Przetwornik elektroakustyczny – urządzenie przetwarzające prąd elektryczny na fale akustyczne lub odwrotnie.
Do przetworników elektroakustycznych zalicza się m.in. głośniki, mikrofony, przetworniki, słuchawki, geofony i hydrofony.
Podział przetworników ze względu na wykorzystywane zjawisko fizyczne:
- elektromagnetyczne,
- magnetoelektryczne,
- magnetostrykcyjne,
- pojemnościowe,
- elektrostatyczne,
- piezoelektryczne.